# Alto de Tizar
Alto de Tizar är en ort i Mexiko.   Den ligger i kommunen Alto Lucero de Gutiérrez Barrios och delstaten Veracruz, i den sydöstra delen av landet, 260 km öster om huvudstaden Mexico City. Alto de Tizar ligger 1 091 meter över havet och antalet invånare är 386.
Terrängen runt Alto de Tizar är huvudsakligen kuperad, men norrut är den bergig. Runt Alto de Tizar är det ganska tätbefolkat, med 62 invånare per kvadratkilometer. Närmaste större samhälle är Alto Lucero, 5,9 km väster om Alto de Tizar. I omgivningarna runt Alto de Tizar växer huvudsakligen savannskog.